# مايك موريسون
مايك موريسون (بالإنجليزية: Mike Morrison)‏ مواليد 16 أغسطس 1967، هو لاعب كرة سلة أمريكي سابق بدأ مسيرته الاحترافية في سنة 1989 ويحمل الرقم 32. يبلغ طوله 6 قدم 4 بوصة (1.9 م).

## فرق لعب لها
- فينيكس صنز

## روابط خارجية
- مايك موريسون على موقع إن بي أي (الإنجليزية)
- مايك موريسون على موقع سبورتس رفرنس (الإنجليزية)
- مايك موريسون على موقع كرة السلة الأوروبية.كوم (الإنجليزية)
- مايك موريسون على موقع كلية كرة السلة في سبورتس رفرنس.كوم (الإنجليزية)
- مايك موريسون على موقع ريلجم (الإنجليزية)